# Tian Thala
Tian Thala, nommé également  Phagna Muong Chan   ou  Phrayā Meuang Chan  nom complet:  Somdet Brhat Chao Davaniasena Chandralaya Raja Sri Sadhana Kanayudha (mort en  1696 à Luang Prabang) fut roi du royaume de Lan Xang  pendant six mois en 1694-1695.

## Contexte
Tian Thala est issu d'une famille noble qui n'avait aucun lien avec la maison royale de Lan Xang. Il fait carrière dans l'administration et devient le ministre le plus  influent du roi Surinyavongsa. Il reçoit le nom de  Phya Mueang Chandra ou Phrayā Meuang Chan et épouse une fille anonyme du souverain. Après la mort du roi qui avait fait exécuter son fils unique et héritier, Tiao Ratsabu, Tian Thala s'empare du trône en 1694 et tente de renforcer sa position en épousant également la plus jeune des filles du souverain défunt, la princesse Chaofa Nying Suman Kumari ou Sumangala, veuve en premières noces de son oncle prince Sumabuya (mort en 1688). Cependant, cette dernière s'enfuit avec ses enfants, nés d'un second mariage, dans le sud du pays, où elle est considérée comme la fondatrice du royaume de Champassak.
Tian Thala est très impopulaire auprès du peuple et même de la noblesse qui n'a jamais accepté ses prétentions au trône. Il est donc renversé au bout de six mois de règne par le gouverneur de Nakhon Phanom, Nan Tharat. Selon d'autres sources, son successeur immédiat serait le prince Ong Lo, fils aîné de la princesse Sumangala, qui à son tour est remplacé par Nan Tharat en 1698. En 1696, Tian Thala se suicide dans Luang Prabang.